# Port lotniczy Pinar del Río
Port lotniczy Pinar del Río (IATA: QPD, ICAO: MUPR) – port lotniczy położony w Pinar del Río, w prowincji Pinar del Río, na Kubie.